# Dante Passarelli
Dante Passarelli é um ator, dramaturgo, produtor cultural e pesquisador brasileiro. 

## Biografia
Nasceu em São Paulo em 1993, formou-se e tem mestrado em Letras pela Faculdade de Filosofia, Letras e Ciências Humanas da Universidade de São Paulo. Possui formação em Teatro pelo Centro de Pesquisa Teatral de Antunes Filho e pelo Instituto de Arte e Ciência.
Dedica-se à carreira artística e acadêmica, tendo recebido prêmios como ator e como dramaturgo.
Foi indicado ao Prêmio Shell de Teatro de Melhor Dramaturgia por “Por um Pingo” em 2024.

## Carreira

### Teatro
- 2024 - Por Um Pingo - Dramaturgia e Direção
- 2022 - Os Três Mosqueteiros[5]
- 2021 - Uma Cena de Amor Para Francis Bacon[6][7]
- 2019 - Brasileirinho (baseado no álbum de Maria Bethânia)[8]
- 2017 - Hamlet-Ex-Máquina

### Publicações
- 2022 - O fim é sempre pop - peça teatral[9]
- 2021 - Um ato de uma nação ou o sol é feito de LED - peça teatral[10]

### Filmografia
- 2023 - O Diabo na Rua no Meio do Redemunho - cinema - dir. Bia Lessa[11]
- 2022 - No Mundo da Luna (Max) - direção geral Roberto D'Ávila [12]

### Produção Cultural
| Ano     | Título               | Linguagem          | Funções                          | Direção                            |
| ------- | -------------------- | ------------------ | -------------------------------- | ---------------------------------- |
| 2023    | C6 Fest              | Festival de música | Produção e Comunicação           | Vários                             |
| 2023    | Ó Pai ó 2            | Cinema             | Assistente de Produção Executiva | Viviane Ferreira                   |
| 2022/23 | Arte é Bom           | Artes Visuais      | Coordenação de Produção          | Daniela Thomas e Têra Queiroz      |
| 2022    | Muito Pelo Contrário | Teatro             | Produção Executiva               | Vilma Melo e Victor Garcia Peralta |
| 2022    | 2022 (Max)           | Série              | Assistente de Produção Executiva | Monique Gardenberg e Felipe Hirsch |